# Ryland Heights
Ryland Heights és una població dels Estats Units a l'estat de Kentucky. Segons el cens del 2000 tenia 799 habitants.

## Demografia
Segons el cens del 2000, Ryland Heights tenia 799 habitants, 293 habitatges, i 225 famílies. La densitat de població era de 62,4 habitants/km².
Dels 293 habitatges en un 29,7% hi vivien nens de menys de 18 anys, en un 64,2% hi vivien parelles casades, en un 7,5% dones solteres, i en un 23,2% no eren unitats familiars. En el 19,5% dels habitatges hi vivien persones soles el 6,8% de les quals corresponia a persones de 65 anys o més que vivien soles. El nombre mitjà de persones vivint en cada habitatge era de 2,73 i el nombre mitjà de persones que vivien en cada família era de 3,13.
Per edats la població es repartia de la següent manera: un 24,3% tenia menys de 18 anys, un 7,9% entre 18 i 24, un 29,2% entre 25 i 44, un 27,5% de 45 a 60 i un 11,1% 65 anys o més.
L'edat mediana era de 39 anys. Per cada 100 dones de 18 o més anys hi havia 104,4 homes.
La renda mediana per habitatge era de 48.077 $ i la renda mediana per família de 55.781 $. Els homes tenien una renda mediana de 35.938 $ mentre que les dones 27.083 $. La renda per capita de la població era de 19.043 $. Entorn del 5,7% de les famílies i el 8,7% de la població estaven per davall del llindar de pobresa.

## Poblacions més properes
El següent diagrama mostra les poblacions més properes.